# 올레 (영화)
"올레"는 2016년에 개봉한 대한민국의 영화이다.

## 캐스팅
- 신하균 : 중필 역
- 박희순 : 장수탁 역
- 오만석 : 은동 역
- 유다인 : 나래 역
- 한예원 : 루비 역
- 변준석 : 지미 역
- 정석용 : 스판 역
- 정신혜 : 아름 역
- 조이현 : 초롱 역
- 전배수 : 병철 역
- 하지은 : 은동 부인 역
- 지은성 : 어린 중필 역
- 장성범 : 어린 수탁 역
- 고은성 : 어린 은동 역
- 주진하 : 어린 병철 역
- 조은숙 : 선미 역
- 김지안 : 어린 선미 역
- 윤송이 : 은별 역
- 이청희 : 여직원 역
- 이윤재 : 박상무 역
- 정은성 : 여자 아나운서 역
- 차수미 : 공항처녀 역
- 신예진 : 언정과 여대생 역
- 박재웅 : 근육맨 역
- 박명훈 : 공사판 역
- 이현주 : 여자상주 역
- 이지선 : 프런트직원 역
- 김수웅 : 목사님 역
- 이형섭 : YTN PD 역
- 배천수 : 커플남 역
- 윤아름 : 커플녀 역
- 서한결 : 스포츠카 꽃미남 역
- 양회선 : 목욕탕 빡빡이 역
- 모정민 : 병철 부 역
- 성정화 : 어린 중필 여친 역
- 하윤진 : 생머리녀 역
- 문장희 : 장의사 역
- 박정숙 : 김밥 할머니 역
- 박복만 : 세숫대야 할아버지 역
- 박신우 : 티티카카 훈남 역

## 수상
- 2017년 제37회 황금촬영상 신인감독상 - 채두병